# Spherillo aucklandicus
Spherillo aucklandicus är en kräftdjursart som beskrevs av Heller. Spherillo aucklandicus ingår i släktet Spherillo och familjen Armadillidae. Inga underarter finns listade i Catalogue of Life.